# Folsomia sensililis
Folsomia sensililis är en urinsektsart som beskrevs av Kseneman 1934. Folsomia sensililis ingår i släktet Folsomia och familjen Isotomidae. Inga underarter finns listade i Catalogue of Life.